# 원더러스 SC
원더러스 SC(Wanderers Special Club)는 뉴질랜드 오클랜드를 연고로 하던 축구단이었다.

## 개요
구단은 연령 제한이 있었고 20세 미만의 선수들만 구단에 등록되었다. 이 구단은 뉴질랜드에서 개최되는 2015년 FIFA U-20 월드컵을 준비하기 위해 뉴질랜드 20세 이하 축구 국가대표팀의 선수를 육성을 목표로 창단되었다. 뉴질랜드 풋볼 하이 퍼포먼스 디렉터인 프레드 드 용은 "목표 중 하나는 뉴질랜드 최고의 젊은 선수들을 더 오래 유지하는 것이며, ASB 프리미어십에 참가하면 효율적인 방식으로 국제대회를 준비할 수 있는 기회를 얻을 수 있을 것이다."고 밝혔다
이 클럽은 ASB 유스 리그에서 뛰고 2013 OFC U-17 챔피언십을 창단된 17세 이하 팀인 노던-베이스드와 비슷한 형태를 지녔다.
구단은 탈퇴한 마나와투 유나이티드 대신하여 2013–14 ASB 프리미어십에 참가했다.
팀은 2014-15 시즌이 끝난 후 ASB 프리미어십에서 탈퇴했다.